# カイコバイモ
カイコバイモ（甲斐小貝母、学名：Fritillaria kaiensis）は、ユリ科バイモ属の多年草。

## 特徴
地下の鱗茎は小型で白色の球形になり、2個の半球形の鱗片からなる。茎は細く軟らかく、高さは10-20cmになる。葉は5個あり、下部では対生し、長さ40-65mm、幅7-13mm、上部では3輪生し、長さ35-60mm、幅3-7mmになる。茎や葉はミノコバイモやアワコバイモに似ている。
花期は3-4月。花は椀状鐘形-広鐘形で茎先に下向きに1個つく。花被片は6個あり、長さ12-15mm、縁は全縁またはわずかに突起があるときがあり、下部で外側に張り出す。花被片の外面に淡紫褐色の斑紋があり、花被片内側の基部側から4分の1の位置から先端に向かう腺体がある。これは、腺体の位置がより先端にあるミノコバイモやアワコバイモとは異なる特徴点である。花被片より短い雄蕊が6個あり、葯は黄白色になる。子房は3室あり、各室に多数の胚珠があり、柱頭は3中裂する。ホソバナコバイモのような花糸や花柱にある小突起は無く平滑である。果実は蒴果で胞背裂開し、種子には狭い翼がある。

## 分布と生育環境
日本固有種。本州の東京都および静岡県・山梨県の富士山周辺に分布し、落葉樹林下や林縁または常緑樹林の林縁に生育する。まれに見られる植物である。

## 名前の由来
種小名（種形容語）kaiensis は、「甲斐国の」の意味。
和名カイコバイモは、「甲斐小貝母」の意で、旧甲斐国である山梨県産のコバイモの意味。

## 分類
本種は、1957年、当時はバイモ属の種が現在のように細分化されていなかったときに、1957年4月に山梨県西八代郡栄村（現：南巨摩郡南部町）で採集された標本をもとに、植物学者の原寛と金井弘夫によって、「コバイモ」の1品種 Fritillaria japonica f. alba、和名はシロコバイモとして記載された。
その後、1979年、1970年4月に採集された山梨県南巨摩郡南部町産の標本をタイプ標本として、植物学者の鳴橋直弘によって、新種 Fritillaria kaiensis、和名はカイコバイモとして記載発表された。

## 種の保全状況評価等
絶滅危惧IB類 (EN)（環境省レッドリスト）
（2017年、環境省）
- 2000年レッドデータブックまでは絶滅危惧IA類(CR)に選定。
- 2019年、日本の絶滅のおそれのある野生動植物の種の保存に関する法律による国内希少野生動植物種に指定、同時に特定第一種国内希少野生動植物種に指定された[11]。

## ギャラリー

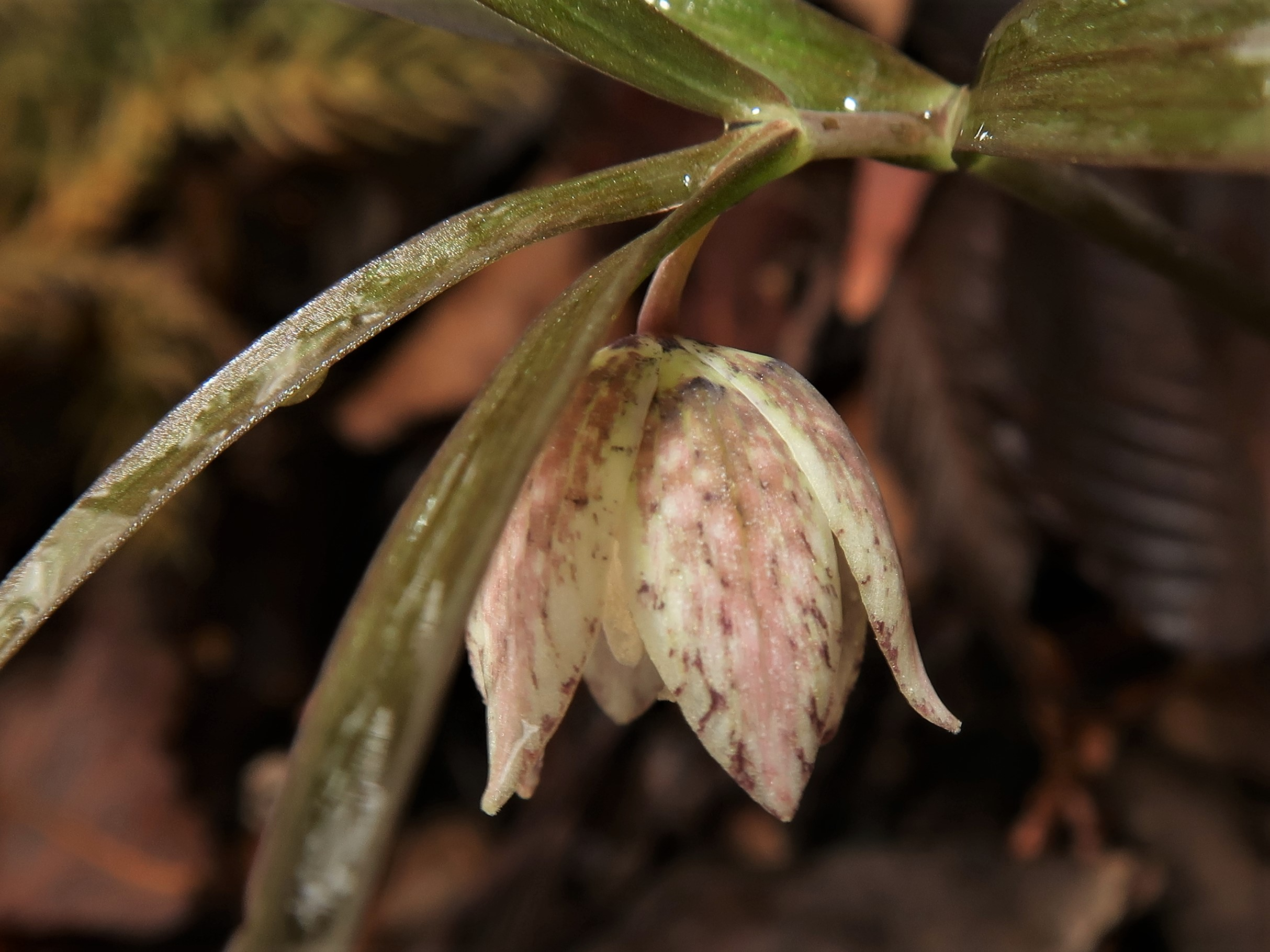
花は椀状鐘形で、花被片の外面に淡紫褐色の斑紋がある。
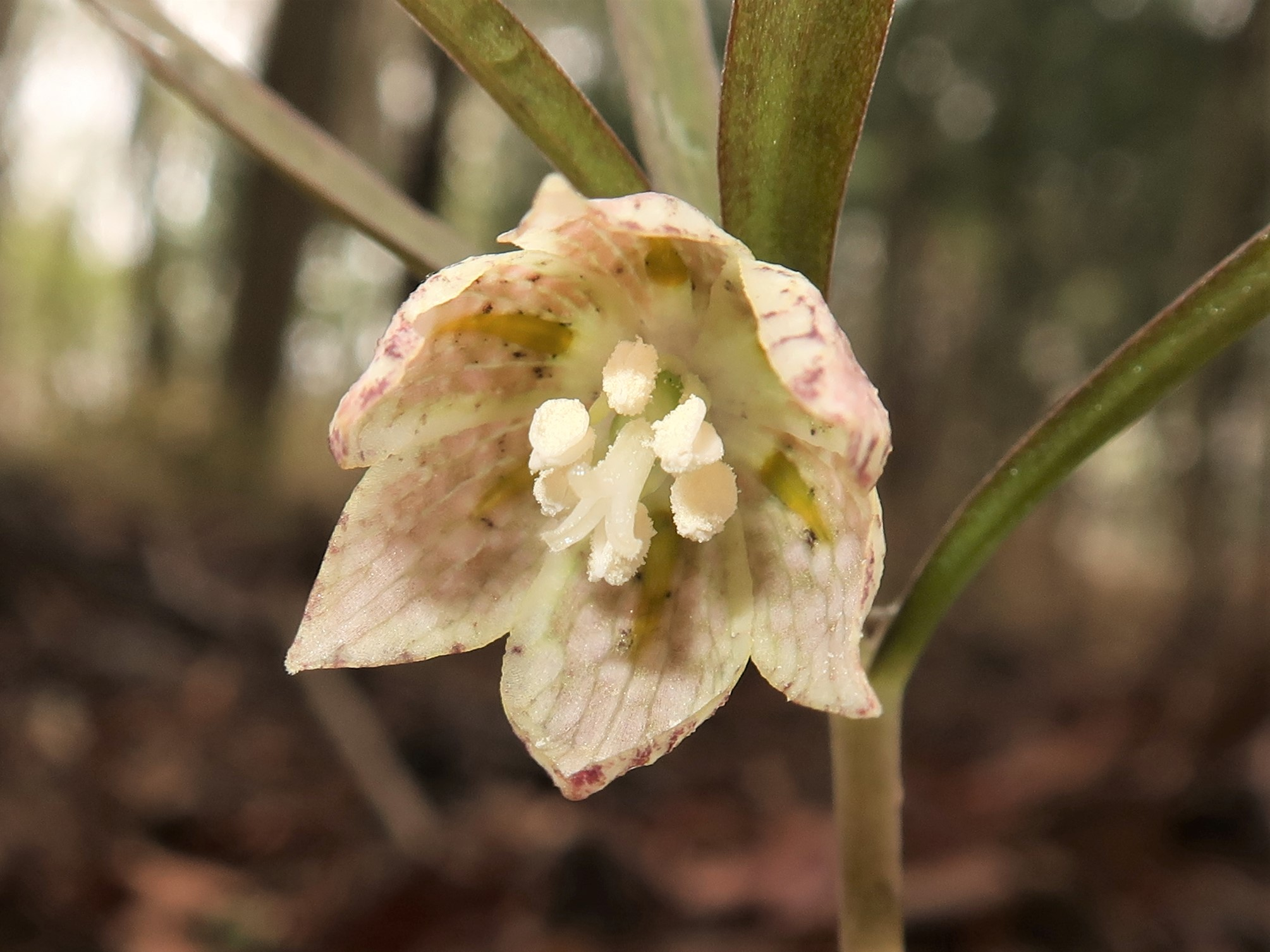
花被片内側の基部側から4分の1の位置から先端に向かう腺体がある。花糸や花柱に小突起は無い。
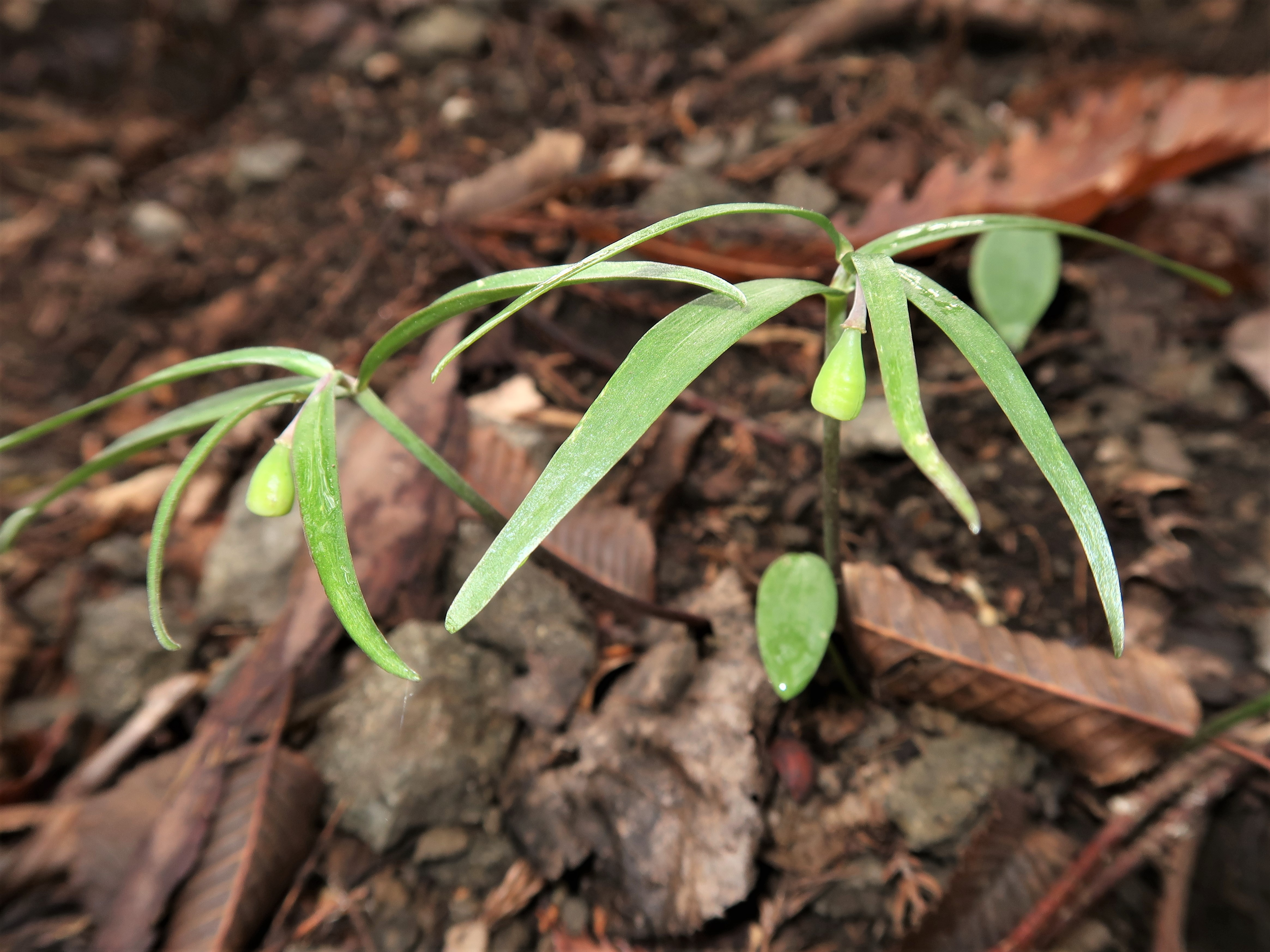
若い果実。
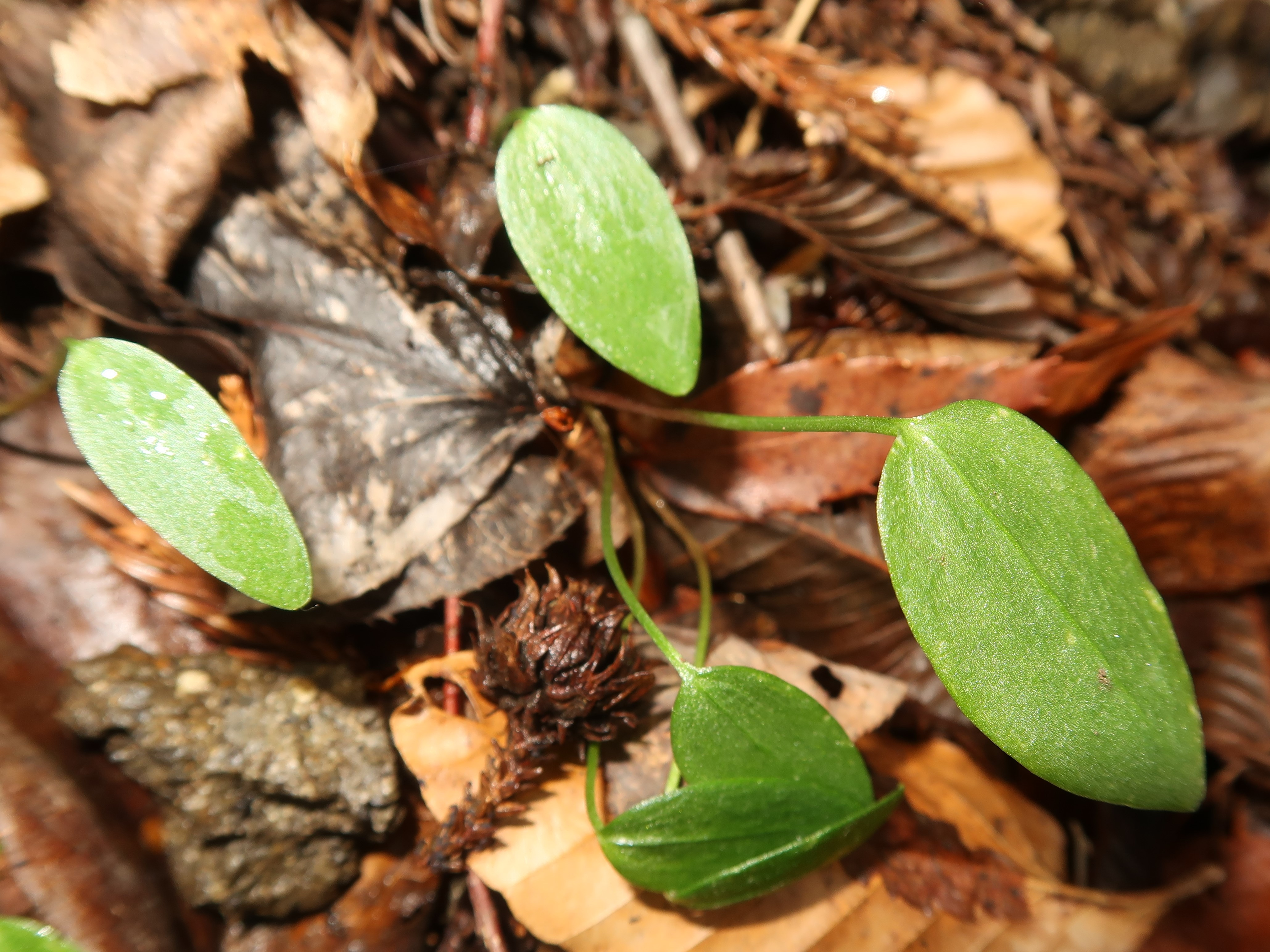
幼葉。